# Joique Bell
(en) Statistiques sur pro-football-reference
Joique D. Bell Jr (né le 4 août 1986 à Benton Harbor) est un joueur américain de football américain.

## Carrière

### Université
Bell entre à l'université de Wayne State où il joue pour l'équipe de football américain des Warriors.Il parcourt 2084 yards à la course et marque vingt-neuf touchdowns. Il remporte le Harlon Hill Trophy, récompensant le meilleur joueur de la deuxième division (NCAA Division II) de la NCAA.

### Professionnel
Joique Bell n'est sélectionné par aucune équipe lors du draft de la NFL de 2010. Il signe, peu de temps après, comme agent libre non drafé avec les Bills de Buffalo avec qui il joue les matchs de pré-saison mais n'est pas conservé dans l'effectif définitif pour la saison 2010 et est libéré le 4 septembre. Il signe avec l'équipe d'entraînement des Bills le lendemain.
Le 21 septembre, les Eagles de Philadelphie le recrute et entre au cours de trois matchs avec les Eagles mais il n'y fait aucune action. Il est libéré le 9 novembre. Le lendemain, il signe avec les Colts d'Indianapolis et entre au cours de cinq matchs où là non plus il ne touche pas le moindre ballon. Il est libéré le 14 décembre pour permettre à Michael Toudouze d'intégrer l'équipe active.
Deux jours après sa libération, il revient en équipe d'entraînement des Eagles. Le 5 janvier 2011, les Saints de La Nouvelle-Orléans lui proposent un contrat juste avant le début des play-offs, qu'il accepte. Il est gardé dans l'équipe lors de la pré-saison et dans l'équipe pour la saison 2011 mais il ne joue pas et est libéré le 20 septembre.

## Palmarès
- Vainqueur du Harlon Hill Trophy 2010